# Feihyla palpebralis
Feihyla palpebralis is een kikker uit de familie schuimnestboomkikkers (Rhacophoridae).

## Naam
De soort werd voor het eerst wetenschappelijk beschreven door Malcolm Arthur Smith in 1924. Oorspronkelijk werd de wetenschappelijke naam Philautus palpebralis gebruikt. De soort behoorde vroeger tot het geslacht Chirixalus en later tot Aquixalus. Het was lange tijd de enige soort uit het geslacht Feihyla, tot een tweede soort werd beschreven in 2010: Feihyla fuhua.

## Verspreiding en habitat
Feihyla palpebralis komt voor in delen van Azië en leeft in de landen China en Vietnam. De kikker is aangetroffen op een hoogte tussen 700 en 2000 meter boven zeeniveau. De habitat bestaat uit poelen en moerassen in bossen, waar de soort zich buiten de paartijd ophoudt is onbekend. De eitjes worden een voor één afgezet op boven het water uitstekende plantenstengels.
Feihyla palpebralis is bodembewonend. De belangrijkste bedreigingen zijn de aantasting van de bossen waar de soort in leeft en de stijgende watervervuiling ten gevolge van agrarische ontwikkeling.